# 152 Atala
Atala (asteroide 152) é um asteroide da cintura principal, a 2,9195135 UA. Possui uma excentricidade de 0,0722565 e um período orbital de 2 039 dias (5,59 anos).
Atala tem uma velocidade orbital média de 16,79002949 km/s e uma inclinação de 12,12673º.
Este asteroide foi descoberto em 2 de Novembro de 1875 por Paul Henry.